# Gnaeus Toblandus
Gnaeus Toblandus war ein antiker römischer Toreut (Metallarbeiter), der in der zweiten Hälfte des 1. Jahrhunderts tätig war.
Gnaeus Toblandus ist heute nur noch aufgrund eines Signaturstempels auf einer Bronzekasserolle bekannt. Diese wurde in Bonn (im antiken vicus Bonnensis), Nordrhein-Westfalen, Deutschland, gefunden. Heute befindet sich das Stück im Rheinischen Landesmuseum in Bonn.

## Einzelbelege
1. ↑  Inventarnummer 19827/8; Richard Petrovszky: Studien zu römischen Bronzegefäßen mit Meisterstempeln. Leidorf, Buch am Erlbach 1993, S. 325, Nr. Z.12.01.

| Personendaten    | Personendaten                              |
| ---------------- | ------------------------------------------ |
| NAME             | Toblandus, Gnaeus                          |
| ALTERNATIVNAMEN  | Toblandus, Cnaeus; Toblandus, Cn.          |
| KURZBESCHREIBUNG | antiker römischer Toreut                   |
| GEBURTSDATUM     | 1. Jahrhundert v. Chr. oder 1. Jahrhundert |
| STERBEDATUM      | 1. Jahrhundert oder 2. Jahrhundert         |